# Światłowodowy miernik prędkości kątowej
Światłowodowy miernik prędkości kątowej (Żyroskop światłowodowy) – przyrząd do precyzyjnego pomiaru prędkości kątowej oparty na interferencji światła po przejściu przez pętlę światłowodową.
Przyrząd ten służy do wykrywania i pomiaru prędkości obrotowej na podstawie pomiaru czasu biegu (fazy) światła laserowego biegnącego w pętli wykonanej ze światłowodu jednomodowego.
Zaletą żyroskopu światłowodowego jest bardzo wysoka czułość pomiaru sięgająca {\displaystyle 5\cdot 10^{-12}\left[{\frac {rad}{s\surd {Hz}}}\right]}, przy niewielkich wymiarach i małym poborze mocy.

## Budowa i działanie

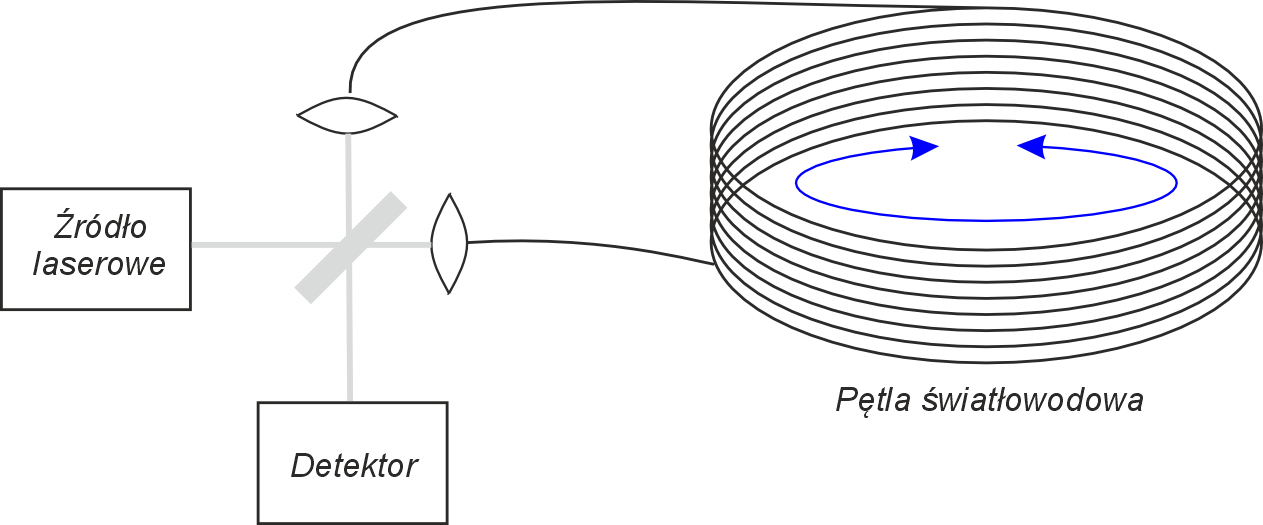
Podstawowy układ żyroskopu światłowodowego

Żyroskop światłowodowy  wykorzystuje zasadę interferometrem Sagnaca z układem zamkniętym w pętli światłowodowej. Do pętli światłowodowej wprowadzane są dwa promienie światła laserowego, tak aby powstały dwie fale rozchodzące się w przeciwstawnych kierunkach. Przyrząd mierzy różnicę czasów przebiegu światła poprzez interferencję obu promieni światła, biegnącymi w przeciwną stronę w zamkniętej, bardzo długiej pętli światłowodowej.
Wielkość efektu Sagniaca zależy od efektywnej powierzchni zamkniętej ścieżki optycznej. Dlatego zwiększa się liczbę zwojów pętli światłowodowej, co powoduje wzrost czułości. 
Efekt przesunięcia fazy Sagnaca jest wynikiem obrotu układu pomiarowego:
{\displaystyle \bigtriangleup \phi ={\frac {4\pi RL}{\lambda c}}\Omega ={\frac {1}{S_{0}}}\Omega }
gdzie:
- L – długość włókna w pętli światłowodowej,
- ƛ = długość fali świetlnej,
- c – prędkość światła w próżni,
- S0 – stała optyczna interferometru.

Koncepcja żyroskopu światłowodowego została opisana po raz pierwszy w 1976 r. przez V. Vali i R.W. Shorthill w pracy „Fiber Ring Interferometer”.
Jedną z fundamentalnych prac opisujących żyroskop światłowodowy jest książka „The fiber-optic gyroskope” Hervé C. Lefèvre'a, w której opisuje on teorię, podstawy i sposoby tworzenia różnych konfiguracji żyroskopów światłowodowych.
Podstawowy układ pasywnego interferometru nie jest obecnie często stosowany ze względu na dużą podatność na zakłócenia i znaczący wpływ temperatury na uzyskiwane wyniki.

Po opracowaniu przez Hervé C. Lefèvre'a koncepcji pasywnego światłowodowego rezonatora pierścieniowego i wdrożeniu go w firmie iXblue (obecnie Exail), ten układ jest rozwijany w wielu projektach, również w Polsce przez prof. M. Szustakowskiego, a później przez zespół prof. L. R. Jaroszewicza z Wojskowej Akademii Technicznej, w Łotwie, prof. Jurij N. Korkishko.

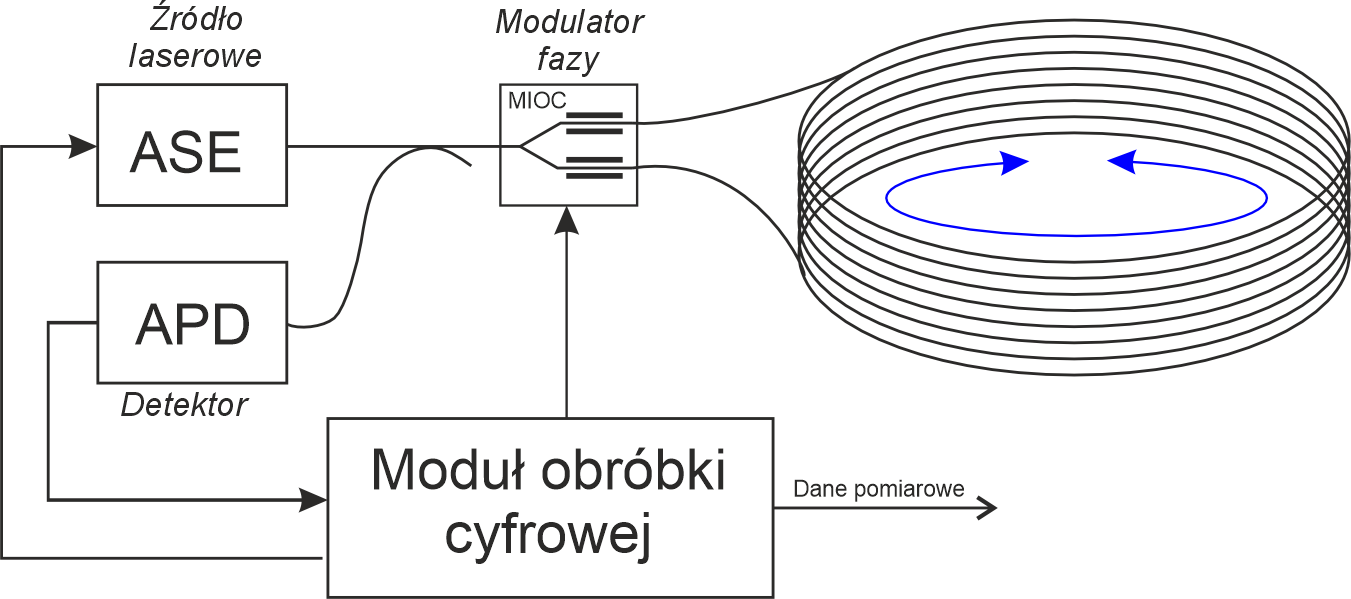
Współczesny żyroskop światłowodowy

Obecnie najpowszechniejszy układ wykorzystuje modulator fazy MIOC (Multifunction Integrated Optical Chip), w którym realizuje się efekt Sagnaca po złączeniu dwóch strumieni światła krążących przeciwstawnie w pętli światłowodowej. Schemat takiego układu optycznego stosowanego np. w polskich żyroskopach światłowodowych FOSREM pokazany jest obok.

## Zalety
Żyroskop światłowodowy dostarcza niezwykle precyzyjnego odczytu prędkości obrotowej, niezależnie od punktu odniesienia. Wynika to z zasady działania i pozwala na przykład mierzyć prędkość obrotową Ziemi wokół osi jak również prędkość obrotową Ziemi wokół Słońca. Ze względu na brak wrażliwości na przyspieszenia liniowe, brak ruchomych części, jest doskonałą alternatywą dla żyroskopów mechanicznych, a z uwagi na wymiary, pobór mocy i możliwości pomiarowe jest konkurencyjny dla żyroskopów laserowych w zastosowaniach nawigacji inercyjnej IMU. Ze względu na wysoką niezawodność i długą żywotność wykorzystywany jest w zastosowaniach kosmicznych, m.in. na pokładzie statków Sojuz czy stacji ISS. 

## Wady
Analogicznie jak inne typy żyroskopów, w szczególności laserowe i światłowodowe, przyrządy te wymagają wstępnej kalibracji (określenia zerowej prędkości obrotowej). Często do kalibracji wykorzystuje się ruch obrotowy Ziemi, na przykład ustawiając czujnik poziomo na szerokości geograficznej Warszawy, otrzymuje się prędkość obrotową ok. 54x10-6 rad/s. Niektóre konstrukcje są nieco wrażliwe na wibracje, lecz przy zastosowaniu konfiguracji 3D (trzy połączone żyroskopy w osiach XYZ) oraz dodatkowych akcelerometrów do kompensacji, mogą pracować w środowisku o wysokim poziomie wstrząsów np. w systemach kierowania bronią dla haubic 155 mm, systemów Patriot, systemów radarowych. Wadą żyroskopów światłowodowych jest tzw. „płynięcie zera”, stabilność BIAS czyli zmiany sygnału wyjściowego nawet bez zmiany prędkości kątowej układu. W dużej części wynika to z wpływu temperatury na parametry światłowodu (zmiana długości ścieżki optycznej). W zastosowaniach IMU często stosuje się światłowód utrzymujący polaryzację, który w znacznym stopniu kompensuje ten wpływ.

## Zastosowania
Podstawowym zastosowaniem są układy nawigacji inercyjnej IMU. Podsiadając dokładny miernik prędkości kątowej i odpowiedniej klasy podstawę czasu (zegar) można całkować prędkość kątową, otrzymując kąty przemieszczania się obiektu w przestrzeni. Stosując odpowiednie równania można obliczyć aktualną pozycję w trójwymiarowej przestrzeni. Rozwiązania takie stosowane są w technice kosmicznej i militarnej do pozycjonowania rakiet, dronów, samolotów bojowych czy pojazdów kosmicznych. Również w warunkach cywilnych IMU wykorzystujące żyroskop światłowodowy znajdują zastosowanie, szczególnie w samolotach pasażerskich, śmigłowcach, dronach, satelitach obserwacyjnych i telekomunikacyjnych. Ważnym obszarem są pojazdy podwodne (okręty podwodne, drony podwodne), gdzie brak jest możliwości wykorzystania systemów GNSS do nawigacji.
Kolejnym zastosowaniem jest stabilizacja platform na przykład radarowych czy artyleryjskich. Szerokie pasmo i dynamika dochodząca do 180 dB pozwala na szybkie otrzymywanie sygnałów o przemieszczeniach i odpowiednią kompensację położenia platformy.

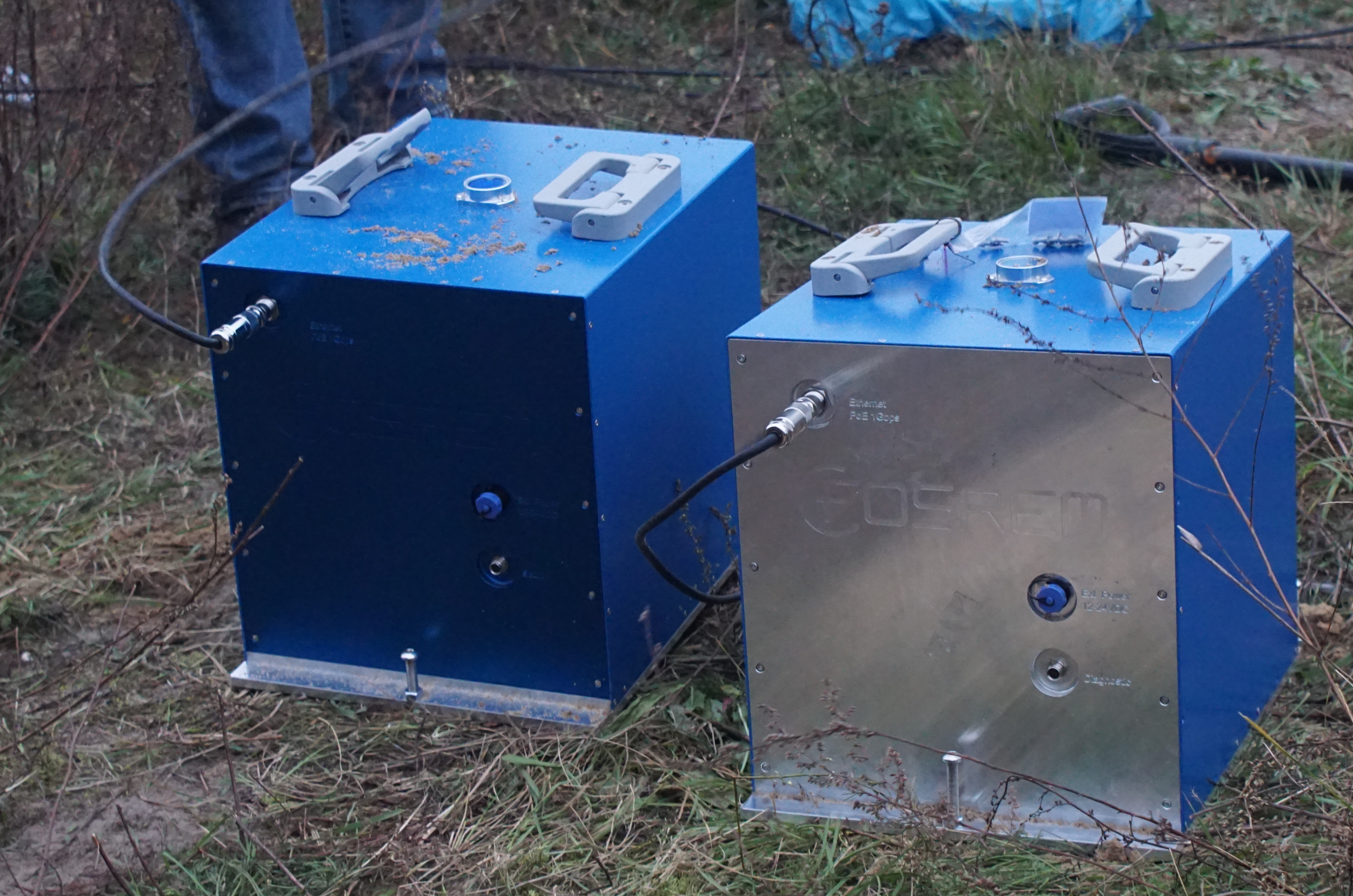
Sejsmografy światłowodowe FOS6 gotowe do zainstalowania na poligonie w Szopowym

Następnym obszarem jest szeroko rozumiana sejsmologia rotacyjna. Za pomocą jedno- i wieloosiowych czujników światłowodowych można wykrywać drgania skorupy ziemskiej, zarówno naturalne jak i sztuczne. W roku 2019 odbył się (zorganizowany w Geophysical Observatory Fürstenfeldbruck,  Niemcy) eksperyment z udziałem kilkudziesięciu różnego rodzaju sejsmografów rotacyjnych (w tym światłowodowych) polegający na wykrywaniu sztucznych drgań ziemi w terenie górzystym. 
W 2023 roku w Szopowym, Polska, zespół projektu MSMS-3 (10 czujników) z udziałem zespołu FOSREM (2 czujniki) przeprowadziły eksperyment w kamieniołomie w południowo wschodniej Polsce z wykorzystaniem łącznie 12 różnego rodzaju czujników światłowodowych typu FOG, gdzie wykorzystano ładunki wybuchowe o wadze 5 kg (odpowiednik ok. 7 kg TNT) oraz ciągnik (spychacz) o wadze 15 ton do symulacji różnego rodzaju sztucznych zjawisk sejsmicznych (wybuchy rakiet, wystrzały artyleryjskie, przemieszczanie się czołgów). Wyniki potwierdziły skuteczność wykrywania przez zainstalowane czujniki światłowodowe. Obecnie jest duże zainteresowanie zastosowaniem czujników światłowodowych do ochrony infrastruktury krytycznej w celu wykrycia wstrząsów i odpowiedniego zareagowania (np. elektrownie jądrowe, gazociągi, ropociągi, rafinerie).
Jednym z zastosowań czujników światłowodowych FOG jest monitorowanie wysokich budowli. Na przykład wieżowce są narażone na skręt konstrukcji wynikający z wiatru, który powoduje różne siły na różnych krawędziach budynku. Monitorowanie budynku w czasie rzeczywistym pozwala na zmniejszenie zapasu konstrukcyjnego i odpowiedniego reagowania na drgania struktury. Analogicznie w turbinach wiatrowych dużej mocy można monitorować zarówno ruchy samej wieży, jak również mechanizmów wewnętrznych – łopat wiatraka, przekładni głównej czy mechanizmów obrotu. Wszystko to dzięki szerokiemu zakresowi mierzonych częstotliwości od 0,01 Hz do ponad 100 Hz oraz bardzo wysokiej dynamice do 180 dB.
Za pomocą żyroskopu światłowodowego można określić azymut („North finding”), także „prawdziwą północ”, czyli dokładny kierunek bieguna północnego (geograficznego). Wykorzystuje się wtedy żyroskop jako pewnego rodzaju sekstans, obracając nim tak, aby otrzymać minimalną wartość prędkości kątowej.